# Kabinett Kretschmer I
Das Kabinett Kretschmer I bildete vom 13. Dezember 2017 bis zum 20. Dezember 2019 die Sächsische Staatsregierung. Wie die Vorgängerregierung, das Kabinett Tillich III, bestand sie aus der CDU, die auch den Ministerpräsidenten stellte, sowie der SPD und legitimierte sich aus den Ergebnissen der Landtagswahl in Sachsen 2014.
In der 64. Sitzung des 6. Sächsischen Landtags am 13. Dezember 2017 wurde Michael Kretschmer zum Ministerpräsidenten gewählt.
Michael Kretschmer hat sein Kabinett am 18. Dezember 2017 vorgestellt und ernannt.
Aufgrund der schwierigen Koalitionsbildung nach der Landtagswahl in Sachsen 2019 blieb das Kabinett Kretschmer I nach der konstituierenden Sitzung des Landtages am 1. Oktober 2019 noch bis zum 20. Dezember 2019 geschäftsführend im Amt.

## Mitglieder der Staatsregierung
| Amt | Bild | Name               | Partei | Partei |
| --- | ---- | ------------------ | ------ | ------ |
| Ministerpräsident                                                                                             |      | Michael Kretschmer |        | CDU    |
| Stellvertreter des Ministerpräsidenten                                                                        |      | Martin Dulig       |        | SPD    |
| Staatsminister für Wirtschaft, Arbeit und Verkehr                                                             |      | Martin Dulig       |        | SPD    |
| Staatsminister des Innern                                                                                     |      | Roland Wöller      |        | CDU    |
| Staatsminister der Finanzen                                                                                   |      | Matthias Haß       |        | CDU    |
| Staatsminister der Justiz                                                                                     |      | Sebastian Gemkow   |        | CDU    |
| Staatsminister für Kultus                                                                                     |      | Christian Piwarz   |        | CDU    |
| Staatsministerin für Wissenschaft und Kunst                                                                   |      | Eva-Maria Stange   |        | SPD    |
| Staatsministerin für Soziales und Verbraucherschutz                                                           |      | Barbara Klepsch    |        | CDU    |
| Staatsministerin für Gleichstellung und Integration beim Staatsministerium für Soziales und Verbraucherschutz |      | Petra Köpping      |        | SPD    |
| Staatsminister für Umwelt und Landwirtschaft                                                                  |      | Thomas Schmidt     |        | CDU    |
| Staatsminister für Bundes- und Europaangelegenheiten und Chef der Staatskanzlei                               |      | Oliver Schenk      |        | CDU    |

## Sächsische Staatsministerien und Staatssekretäre
Die Staatssekretäre sind die obersten Beamten des Freistaates Sachsen. Sie fungieren als Amtschefs der Staatsministerien, ständige Vertreter der Staatsminister oder übernehmen – wie der Bevollmächtigte des Freistaates Sachsen beim Bund – Sonderaufgaben.
| Staatskanzlei und Staatsministerien                              | Staatssekretär |
| ---------------------------------------------------------------- | --- |
| Sächsische Staatskanzlei                                         | Erhard Weimann, Bevollmächtigter des Freistaates Sachsen beim Bund |
| Sächsisches Staatsministerium des Innern                         | Günther Schneider Thomas Rechentin |
| Sächsisches Staatsministerium der Finanzen                       | Dirk Diedrichs |
| Sächsisches Staatsministerium der Justiz                         | Andrea Franke |
| Sächsisches Staatsministerium für Kultus                         | Herbert Wolff |
| Sächsisches Staatsministerium für Wissenschaft und Kunst         | Uwe Gaul |
| Sächsisches Staatsministerium für Wirtschaft, Arbeit und Verkehr | Stefan Brangs, Staatssekretär für Arbeit, EU-Strukturfonds und Beauftragter der Staatsregierung für Digitales Hartmut Mangold, Staatssekretär für Wirtschaft und Verkehr; Amtschef |
| Sächsisches Staatsministerium für Soziales und Verbraucherschutz | Regina Kraushaar |
| Sächsisches Staatsministerium für Umwelt und Landwirtschaft      | Frank Pfeil |